# Crisicoccus theobromae
Crisicoccus theobromae är en insektsart som beskrevs av Williams och Watson 1988. Crisicoccus theobromae ingår i släktet Crisicoccus och familjen ullsköldlöss.
Artens utbredningsområde är Papua Nya Guinea. Inga underarter finns listade i Catalogue of Life.